# Новая Атня
 Новая Атня  — деревня в Атнинском районе Татарстана. Входит в состав  Большеатнинского сельского поселения.

## География
Находится в северо-западной части Татарстана на расстоянии приблизительно 1 км по прямой на северо-восток от районного центра села Большая Атня.

## История
Деревня образована в начале 1990-х годов как Яна Атня на территории ремонтно-технической станции. В 2008 г. под этим названием утверждена официально. В 2014 году переименована в Новую Атню.

## Население
Постоянных жителей было 338 в 2015 году.